# Floyd Mayweather Jr. vs Manny Pacquiao
Floyd Mayweather Jr. vs Manny Pacquiao fue un combate de boxeo que disputaron Floyd Mayweather Jr. y Manny Pacquiao el 2 de mayo de 2015 en la MGM Grand Garden Arena de Las Vegas (Estados Unidos).
La pelea se realizó luego de más de cinco años de negociaciones entre los promotores Mayweather Promotions y Top Rank. Estuvieron en juego los títulos de peso wélter (147 libras / 67 kg) por las organizaciones WBA, WBC, WBO y The Ring.
Floyd Mayweather Jr. se presentó a la edad de 38 años con un récord de 47 combates profesionales invictos. Pacquiao, de 36 años de edad, llegó con un historial de 57 victorias, cinco derrotas y dos empates.
El ganador del combate fue Floyd Mayweather por decisión unánime. Dave Moretti le otorgó una tarjeta de 118-110, en tanto que Burt Clements y Glenn Feldman le otorgaron una tarjeta de 116-112.

## Historia
En junio de 2008, Mayweather anunció su retiro a los 31 años de edad como el boxeador peso a peso número 1 del mundo según la revista The Ring, con 39 victorias pero sin haber enfrentado jamás al número 2, Pacquiao.
Mayweather anunció su regreso en mayo de 2009. En diciembre, ESPN publicó que Pacquiao había acordado enfrentarse a Mayweather el 13 de marzo de 2010, pero Pacquiao afirmó que la negociación no había culminado.
En diciembre de 2009, Golden Boy Promotions afirmó públicamente que Pacquiao se oponía a realizar controles antidopaje de nivel olímpico. Top Rank afirmó que Mayweather pedía pruebas sanguíneas a días del pesaje, a lo que Pacquiao se oponía, y anunció la cancelación de la pelea. Pacquiao denunció a Mayweather y Golden Boy Promotion por difamación.
Una segunda ronda de negociaciones se anunció a mediados de 2010, la cual luego fue negada por ambos bandos. Luego de varios años de rispideces, Mayweather desafió a Pacquiao en diciembre de 2014 a enfrentarse el 2 de mayo de 2015. Pacquiao aceptó en enero de 2015 y en febrero se confirmó el combate.

## Características
Las entradas al combate costaron entre 1.500 y 250.000 dólares. Asistieron numerosas personalidades del deporte (Mike Tyson, Evander Holyfield, Sugar Ray Leonard, Tom Brady, Michael Jordan, Charles Barkley, Reggie Miller, Andre Agassi, Steffi Graf), el cine (Clint Eastwood, Michael Keaton, Robert De Niro, Denzel Washington, Ben Affleck, Mark Wahlberg, Christian Bale, Leonardo DiCaprio, Jake Gyllenhaal, Drew Barrymore, Anna Paquin), la música (50 Cent, Lil Wayne, Jay-Z, Arcángel (cantante), Axl Rose, Beyoncé, Justin Bieber, Anuel AA) y otros rubros del espectáculo (Donald Trump, Robert Kraft, Paris Hilton, Jimmy Kimmel, Jerry Bruckheimer). El himno de Estados Unidos lo interpretó Jamie Foxx.
El combate se emitió en la televisión de Estados Unidos en modalidad pay per view de manera conjunta entre Showtime y HBO, a un costo de 90 dólares en definición estándar y 100 dólares en alta definición. Los periodistas de ambas cadenas compartieron la transmisión, aunque fue producida por Showtime. Se alcanzaron los 4,4 millones de compras PPV, lo que supuso unos ingresos superiores a los 400 millones de dólares. La venta de PPV, las entradas para ver en directo el combate en el Arena Garden del MGM, los derechos internacionales de televisión en 175 países y los patrocininos han generado un total de 520 millones de dólares.
Las ganancias se repartieron al 60% para Mayweather y 40% para Pacquiao, a excepción de los millones 160 al 180, que se repartieron al 51% para el ganador y 49% al perdedor.
El cinturón de campeón de la WBC tiene un logo hecho de miles de esmeraldas, además de las caras de Mayweather, Pacquiao, José Sulaimán (expresidente de la WBC) y Muhammad Ali.
La pelea se llevó a cabo durante 12 asaltos consecutivos. Mayweather mostró un inicio muy convincente dominando los 2 primeros round, con una táctica bastante defensiva pero efectiva. En los posteriores asaltos, el estadounidense fue cayendo a manos de la ofensiva de su rival filipino, para luego volver a resurgir antes del final, conservando todo el tiempo su maniobra de contraataque. 
A pesar de las altas expectativas puestas en la pelea, esta no logró colmar a los aficionados, quienes criticaron duramente el juego de "escape" del contendiente americano y el resultado final emitido por los jueces (varios aficionados, inclusive, vieron a Pacquiao como vencedor), por lo cual fue catalogada más como un gran espectáculo y negocio que como un combate de boxeo memorable.

## Polémica tras la pelea
Horas después de la pelea, Pacquiao fue acusado de ocultar sobre una lesión en el hombro. La Comisión Atlética de Nevada (NAC), informó que el boxeador no había declarado su lesión en el cuestionario que rellenó antes de la pelea con Mayweather.
Como consecuencia de esta ocultación, varios particulares demandaron al jugador y a la promotora reclamando indemnización por la compra de las entradas en el MGM de Las Vegas, el pago del pay per view para quienes lo vieron en televisión, y las sumas apostadas en las casas de apuestas
En septiembre de 2015 salta de nuevo la polémica. Mayweather se habría inyectado una solución salina de Vitamina C, incumpliendo las normas de la Agencia Mundial Antidopaje que prohíbe la utilización de cualquier tipo de tratamiento intravenoso en las 6 horas previas al combate.

## Tarjeta de combates
- Floyd Mayweather Jr. vs Manny Pacquiao (wélter; títulos WBA, WBC, WBO y The Ring)
- Vasyl Lomachenko vs Gamalier Rodríguez (pluma; título WBO)
- Léo Santa Cruz vs Anthony Settoul (pluma)
- Jesse Hart vs Mike Jiménez (supermediano; título USBA)
- Chris Pearson vs Said El Harrak (supermediano)
- Andrew Tabiti vs Brian Holstein (crucero)
- Brad Solomon vs Adrián Granados (superwélter)